# Algodão
Zenny "Algodão" de Azevedo, född 1 mars 1925 i Rio de Janeiro, död 10 mars 2001 i Rio de Janeiro, var en brasiliansk basketspelare.
Algodão blev olympisk bronsmedaljör i basket vid sommarspelen 1948 i London.